# 내가 살인범이다
《내가 살인범이다》는 2012년에 개봉한 대한민국의 스릴러 영화이다. 2017년 일본 영화는 본 영화를 리메이크 하였다.

## 캐스팅
- 정재영 - 최형구 반장 역

| “ | 최형구인데요?. 개쌔키야 | ” |

- 박시후 - 이두석 역
- 정해균 - J 역
- 김영애 - 한지수 회장 역
- 최원영 - 정태석 역
- 장광 - 국장 역
- 김종구 - 땅꾼 역
- 김민상 - 정민권 역
- 조은지 - 최강숙 역
- 민지아 - 정수연 역
- 오용 - 강도혁 역
- 박웅 - 김준범 원장 역
- 장미자 - 출판사여사장 역
- 류제승 - 정현식 역
- 배성우 - 광수 역
- 이재구 - 박 PD 역
- 백현주 - 막걸리집 여주인 역
- 한사명 - 어린 강도혁 역
- 강봉성 - 산림청 직원 역
- 손종학 - 손종학 국민토론사회자 역
- 이봉련 - 팬클럽 여고생 역
- 정민결 - 경찰서 여고생 역